# Beautiful Trauma
Beautiful Trauma — седьмой студийный альбом американской певицы Пинк, выпущенный 13 октября 2017 года на лейбле RCA Records. После альбома The Truth About Love Пинк взяла перерыв в карьере, чтобы сосредоточиться на личной жизни и вдохновиться заново. Работа над Beautiful Trauma велась в течение трёх лет, начиная с 2015 года. Певица сотрудничала с различными продюсерами, заручившись помощью таких коллег, как Грег Кёрстин, Макс Мартин, Джек Антонофф и Shellback. Пинк и её менеджер Роджер Дэвис выступили в качестве исполнительных продюсеров альбома. Это в первую очередь поп-альбом, но в нём также прослеживается влияние EDM и фолк-музыки. Лирическое содержание отражает в основном темы любви, разбитого сердца и двойственности жизни, а также выражает общественные и глобальные проблемы.
Beautiful Trauma получил смешанные отзывы от музыкальных критиков, многие из которых высоко оценили его общее продюсирование и вокал Пинк. Однако, некоторые посчитали его слишком расчётливым и шаблонным, сомневаясь в его оригинальности. Альбом дебютировал на первом месте в американском чарте Billboard 200 с тиражом 408 000 эквивалентных альбому единиц, что стало самым высоким показателем продаж Пинк за первую неделю. Позже он был сертифицирован как платиновый Ассоциацией звукозаписывающей индустрии Америки (RIAA) за продажи в количестве 1 000 000 сертифицированных единиц. Альбом также достиг вершины хит-парадов в более чем 10 других странах, включая Австралию, Канаду, Новую Зеландию, Швейцарию и Великобританию, и вошёл в Топ-10 на основных музыкальных рынках. По данным Международной федерации фонографической индустрии (IFPI), он вошёл в число самых продаваемых альбомов в мире в 2017 и 2018 годах и был продан тиражом более 3 000 000 копий по всему миру.
Песня «What About Us» была выпущена 10 августа 2017 года в качестве ведущего сингла с альбома Beautiful Trauma. Он имел коммерческий успех, возглавив национальные чарты восьми стран и войдя в топ-10 в 12 других странах, а также достигнув 13 места в американском Billboard Hot 100. Второй сингл, заглавный трек, был умеренно успешным и достиг позиции в топ-40 в чартах более 10 стран, а песни «Whatever You Want» и «Secrets» имели ограниченные релизы в июне и августе 2018 года соответственно. В поддержку альбома был организован мировой тур Beautiful Trauma World Tour, который проходил с марта 2018 года по ноябрь 2019 года и собрал более 390 000 000 долларов, став одним из самых кассовых туров всех времён. Beautiful Trauma получил номинацию на премию «Грэмми» в категории «Лучший вокальный поп-альбом» на 61-й церемонии награждения, а песня «What About Us» была номинирована на премию «Грэмми» в категории «Лучшее сольное поп-исполнение» на 60-й церемонии награждения.

## История
В сентябре 2012 года Пинк выпустила свой шестой студийный альбом The Truth About Love. Электропоп и рок-поп альбом получил одобрение критиков и имел международный коммерческий успех, с продажами около 7 000 000 копий по всему миру. Связанный с альбомом мировой тур The Truth About Love Tour проходил с февраля 2013 по январь 2014 года. В марте 2014 года стало известно, что Пинк подписала новый контракт на запись нескольких альбомов с RCA Records.
В октябре 2014 года она выпустила совместный альбом под названием rose ave. с канадским певцом Далласом Грином под названием You+Me. Впоследствии Пинк сделала перерыв в своей карьере. Однако, в этот период она выпустила несколько песен, в том числе «Today’s the Day», использованную в качестве тематической песни для 13-го сезона «Шоу Эллен Дедженерес», и «Just like Fire», вошедшую в саундтрек фильма 2016 года «Алиса в Зазеркалье». В апреле 2016 года Пинк подтвердила, что она находится в процессе написания предстоящего альбома, написав сообщение на своем аккаунте в Instagram, что вызвало спекуляции в СМИ о возможном релизе Пинк во второй половине того же года. В конечном итоге создание и выпуск альбома были перенесены на 2017 год после того, как 26 декабря 2016 года Пинк родила своего второго ребёнка, сына по имени Джеймсон Мун Харт. В июле 2017 года певица объявила, что снимает клип на предстоящий сингл. Позже Пинк поделилась записью со съемочной площадки клипа на своей странице в социальных сетях, подписав её: «Video #new #fyeah #itsallhappening».

## Композиция
Beautiful Trauma это в первую очередь поп-запись, включающая элементы EDM и фолк-музыки. Лирически альбом имеет эмоциональную тематику, затрагивающую неуверенность в себе и несовершенные отношения, а также озабоченность певицы общественными и глобальными проблемами..

## Отзывы
| Совокупная оценка    | Совокупная оценка |
| Источник             | Оценка            |
| -------------------- | ----------------- |
| AnyDecentMusic?      | 5.7/10            |
| Metacritic           | 62/100            |
| Оценки критиков      |                   |
| Источник             | Оценка            |
| AllMusic             | [ 19 ]            |
| Drowned in Sound     | 7/10              |
| Entertainment Weekly | A−                |
| The Guardian         | [ 27 ]            |
| Idolator             | [ 28 ]            |
| The Independent      | [ 29 ]            |
| PopMatters           | 4/10              |
| Rolling Stone        | [ 30 ]            |
| Slant Magazine       | [ 20 ]            |
| USA Today            | [ 31 ]            |

Beautiful Trauma получил положительные и смешанные отзывы музыкальных критиков и интернет-изданий: Metacritic (62 из 100), AllMusic, Entertainment Weekly, Rolling Stone, The Guardian.

### Годовые итоговые списки
| Издание       | Список                     | Ранг | Ссылка |
| ------------- | -------------------------- | ---- | ------ |
| People        | 10 Best Albums of 2017     | 8    | [ 32 ] |
| Rolling Stone | 20 Best Pop Albums of 2017 | 20   | [ 33 ] |
| Billboard     | 50 Best Albums of 2017     | 30   | [ 34 ] |

## Коммерческий успех
В США Beautiful Trauma дебютировал на позиции № 1 в хит-параде Billboard 200 с тиражом 408,000 альбомных эквивалентных единиц, включая 384,000 истинных продаж. Альбом стал её вторым чарттоппером после предыдущего диска The Truth About Love (2012). Также альбом дебютировал на первом месте в Canadian Albums Chart.
Beautiful Trauma стал дважды платиновым в Австралии Australian Recording Industry Association.

## Список композиций
Источники: Amazon.com и iTunes Store
| №                   | Название                       | Автор(ы)                                                         | Продюсеры               | Длительность |
| ------------------- | ------------------------------ | ---------------------------------------------------------------- | ----------------------- | ------------ |
| 1.                  | «Beautiful Trauma»             | Alecia Moore Jack Antonoff                                       | Antonoff                | 4:10         |
| 2.                  | «Revenge» (при участии Eminem) | Moore Marshall Mathers Max Martin Shellback                      | Martin Shellback        | 3:46         |
| 3.                  | «Whatever You Want»            | Moore Martin Shellback                                           | Martin Shellback        | 4:02         |
| 4.                  | «What About Us»                | Moore Johnny McDaid Steve McCutcheon                             | Steve Mac               | 4:29         |
| 5.                  | «But We Lost It»               | Moore Greg Kurstin                                               | Kurstin                 | 3:27         |
| 6.                  | «Barbies»                      | Moore Julia Michaels Ross Golan Jakob Jerlström Ludvig Söderberg | The Struts Golan [a]    | 3:43         |
| 7.                  | «Where We Go»                  | Moore Kurstin                                                    | Kurstin                 | 4:27         |
| 8.                  | «For Now»                      | Moore Michaels Mattias Larsson Robin Fredriksson Martin          | Mattman & Robin         | 3:36         |
| 9.                  | «Secrets»                      | Moore Martin Shellback Oscar Holter                              | Martin Shellback Holter | 3:30         |
| 10.                 | «Better Life»                  | Moore Antonoff Sam Dew                                           | Antonoff                | 3:20         |
| 11.                 | «I Am Here»                    | Moore Billy Mann Christian Medice                                | Mann Medice             | 4:06         |
| 12.                 | «Wild Hearts Can’t Be Broken»  | Moore Michael Busbee                                             | busbee                  | 3:21         |
| 13.                 | «You Get My Love»              | Moore Tobias Jesso Jr.                                           | Jesso Jr. Pink Golan    | 5:11         |
| Общая длительность: | Общая длительность:            | Общая длительность:                                              | Общая длительность:     | 51:08        |

| №                   | Название            | Длительность |
| ------------------- | ------------------- | ------------ |
| 14.                 | «White Rabbit»      | 2:43         |
| Общая длительность: | Общая длительность: | 53:51        |

Замечания
- ↑  продюсер по вокалу

## Участники записи
Музыканты
- Пинк — вокал
- Эминем (на втором треке)

## Чарты
| Чарт (2017)                         | Высшая позиция |
| ----------------------------------- | -------------- |
| Австралия (ARIA)                    | 1              |
| Австрия (Ö3 Austria)                | 1              |
| Бельгия/Фландрия (Ultratop)         | 1              |
| Бельгия/Валлония (Ultratop)         | 2              |
| Canadian Albums (Billboard)         | 1              |
| Чехия (ČNS IFPI)                    | 1              |
| Дания (Hitlisten)                   | 5              |
| Нидерланды (Album Top 100)          | 1              |
| Финляндия (Suomen virallinen lista) | 4              |
| Франция (SNEP)                      | 1              |
| Германия (Offizielle Top 100)       | 2              |
| Венгрия (MAHASZ)                    | 4              |
| Ирландия (IRMA)                     | 1              |
| Italian Albums (FIMI)               | 5              |
| Japanese Albums (Oricon)            | 28             |
| New Zealand Albums (RMNZ)           | 1              |
| Норвегия (VG-lista)                 | 2              |
| Польша (ZPAV)                       | 6              |
| Португалия (AFP)                    | 5              |
| Шотландия (Scottish Albums Chart)   | 1              |
| Республика Корея (Gaon)             | 7              |
| Испания (PROMUSICAE)                | 4              |
| Швеция (Sverigetopplistan)          | 4              |
| Швейцария (Schweizer Hitparade)     | 1              |
| Великобритания (UK Albums Chart)    | 1              |
| США (Billboard 200)                 | 1              |

## Сертификации
| Регион | Сертификация  | Продажи   |
| --- | ------------- | --------- |
| Австралия (ARIA) | 4× Платиновый | 280 000^  |
| Австрия (IFPI Austria)                                                                                                   | Золотой       | 7500      |
| Канада (Music Canada) | 2× Платиновый | 160 000^  |
| Дания (IFPI Danmark) | Золотой       | 10 000    |
| Франция (SNEP) | Платиновый    | 100 000   |
| Германия (BVMI) | Платиновый    | 200 000   |
| Нидерланды (NVPI) | Платиновый    | 40 000    |
| Новая Зеландия (RMNZ) | 2× Платиновый | 30 000    |
| Норвегия (IFPI Norway)                                                                                                   | Платиновый    | 20 000*   |
| Польша (ZPAV) | Платиновый    | 20 000    |
| Россия (NFPF) | 2× Платиновый | 40,000*   |
| Швейцария (IFPI Switzerland)                                                                                             | Платиновый    | 20 000    |
| Великобритания (BPI) | 2× Платиновый | 600 000   |
| США (RIAA) | Платиновый    | 1 000 000 |
| * Данные о продажах приведены только на основе сертификации. ^ Данные о тиражах приведены только на основе сертификации. |               |           |

## История релиза
| Регион | Дата            | Форматы                       | Лейбл | Издания        | Ссылки |
| ------ | --------------- | ----------------------------- | ----- | -------------- | ------ |
| США    | 13 октября 2017 | CD digital download streaming | RCA   | Explicit clean | [ 38 ] |